# Dodabetta

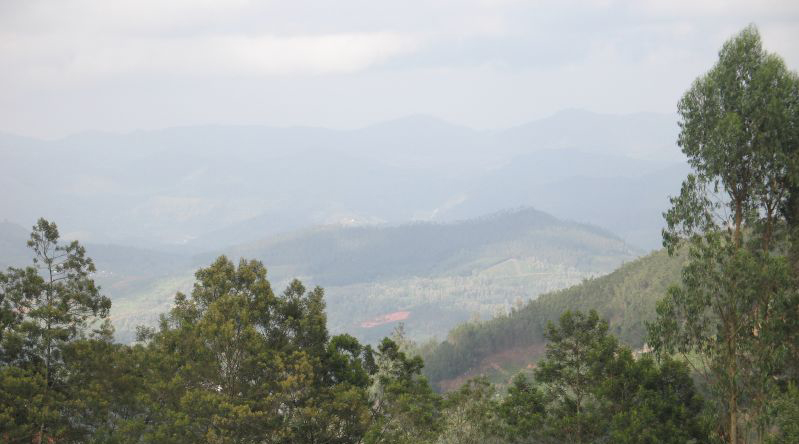
Nilgiri Hills des del Doddabetta.

Doddabetta (tàmil: தொட்டபெட்டா) és la muntanya més alta de les muntanyes Nilgiri (Nilgiri Hills) amb una altura de 2.623 msnm. A la vora de la muntanya hi ha una reserva forestal. Està a 4 km d'Udagamandalam (Ooty) al districte de Nigiris a Tamil Nadu. El seu nom vol dir "Gran Muntanya" en llengua badaga.
A la rodalia hi ha els cims d'Hecuba (2.375 m.), Kattadadu (2.418 m.) i Kulkudi (24.39 m.). Al cim del Dolabetta hi ha un observatori obert el 18 de juny de 1983, amb dos telescopis, que va substituir una antiga estació meteorològica.